# 독립 그리스인
독립 그리스인(그리스어: Ανεξάρτητοι Έλληνες 아넥사르티토이 엘리네스[*], 이하 ANEL)은 그리스의 우익 정당으로 신민주주의당에서 분리되어 창당되었다. 2015년 9월 그리스 총선으로 재출범한 알렉시스 치프라스의 시리자 내각에 합류했으나, 2019년 시리자 내각을 탈퇴하고 총선에 불출마하였다.